# Haworthia arachnoidea var. calitzdorpensis
Haworthia arachnoidea var. calitzdorpensis, és una varietat de Haworthia arachnoidea del gènere Haworthia de la subfamília de les asfodelòidies.

## Descripció
Haworthia arachnoidea var. calitzdorpensis creix de forma solitària. El color de les fulles és de color verd groguenc pàl·lid, amb llum forta i una mica violàcia i els marges són translúcids i dentats.

## Distribució i hàbitat
Aquesta varietat creix a diverses localitats del nord i nord-est de Calitzdorp, de la província del Cap Occidental (Sud-àfrica); on molt sovint creix junt amb Haworthia blackburniae. Creix sota els arbustos en vessants rocosos.
És una espècie de dificultat moderada, tingueu precaució a l'hora de regar i tampoc creix a la llum solar directa. La propagació s'ha de fer per llavors.

## Taxonomia
Haworthia arachnoidea var. calitzdorpensis va ser descrita per Martin Bruce Bayer i publicat a Alsterworthia International 16(2): 5, a l'any 2016.
Etimologia
Haworthia: nom en honor del botànic britànic Adrian Hardy Haworth (1767-1833).
arachnoidea: epítet llatí que vol dir "semblant a una teranyina".
var. calitzdorpensis: epítet geogràfic, que creix prop de Calitzdorp, de la província del Cap Occidental (Sud-àfrica).